# 32. rozdanie nagród Złotych Malin
32. rozdanie nagród Złotych Malin za rok 2011, odbyło się 1 kwietnia 2012 w teatrze Magicopolis w Santa Monica. 
Było to pierwsze rozdanie Złotych Malin, które miało miejsce nie przed Oscarami tak jak jest obecnie, a po Oscarach (Oscary przyznano 26 lutego 2012 roku).
Nominacje zostały ogłoszone 25 lutego 2012 roku, a więc dzień przed 84 ceremonią wręczenia Oscarów.
Najwięcej nominacji, dwanaście, otrzymał film Jack i Jill w reżyserii Dennisa Dugana (otrzymał 10 z nich). O 8 nagród starał się film Saga „Zmierzch”: Przed świtem, część 1 Billa Condona.

## Laureaci i nominowani
Laureaci nagród wyróżnieni są wytłuszczeniem

### Najgorszy film
- Jack i Jill
  - Transformers 3
  - Saga „Zmierzch”: Przed świtem, część 1
  - Sylwester w Nowym Jorku
  - Bucky Larson: Gwiazdor z powołania

### Najgorszy aktor
- Adam Sandler
  - Nick Swardson
  - Taylor Lautner
  - Russell Brand
  - Nicolas Cage

### Najgorsza aktorka
- Adam Sandler
  - Sarah Palin
  - Sarah Jessica Parker
  - Martin Lawrence
  - Kristen Stewart

### Najgorsza aktorka drugoplanowa
- David Spade
  - Rosie Huntington-Whiteley
  - Brandon T. Jackson
  - Nicole Kidman
  - Katie Holmes

### Najgorszy aktor drugoplanowy
- Al Pacino
  - Nick Swardson
  - Ken Jeong
  - James Franco
  - Patrick Dempsey

### Najgorszy reżyser
- Dennis Dugan
  - Michael Bay
  - Tom Brady
  - Bill Condon
  - Garry Marshall

### Najgorsza ekranowa para
- Al Pacino, Katie Holmes i Adam Sandler
  - Nicolas Cage
  - Rosie Huntington-Whiteley i Shia LaBeouf
  - Brooklyn Decker, Adam Sandler i Jennifer Aniston

### Najgorsza obsada
- Jack i Jill
  - Transformers 3
  - Sylwester w Nowym Jorku
  - Bucky Larson: Gwiazdor z powołania
  - Saga „Zmierzch”: Przed świtem, część 1

### Najgorszy prequel, remake, „zrzynka” lub sequel
- Jack i Jill
  - Kac Vegas w Bangkoku
  - Saga „Zmierzch”: Przed świtem, część 1
  - Arthur

### Najgorszy scenariusz
- Jack i Jill
  - Transformers 3
  - Saga „Zmierzch”: Przed świtem, część 1
  - Sylwester w Nowym Jorku
  - Bucky Larson: Gwiazdor z powołania

## Lista nominacji powyżej 2
- Jack i Jill: 12 nominacji
- Saga „Zmierzch”: Przed świtem, część 1: 8 nominacji
- Transformers 3: 8 nominacji
- Bucky Larson: Gwiazdor z powołania: 6 nominacji
- Sylwester w Nowym Jorku: 5 nominacji
- Żona na niby: 3 nominacje
- Agent XXL: Rodzinny interes: 3 nominacje

## Lista nagród powyżej 2
Jack i Jill: 10 nagród